# Rolls-Royce Holdings
Rolls-Royce Holdings plc és una societat anònima multinacional fundada el febrer del 2011 i propietària de Rolls-Royce, una empresa establerta el 1904 que actualment dissenya, fabrica i comercialitza sistemes de propulsió per a l'aviació i altres sectors. A més de ser el segon fabricant de motors d'aviació del món, Rolls-Royce té una presència important en els sectors de la propulsió marítima i l'energia. Les seves accions són negociables a la Borsa de Londres i altres mercats.

## Productes

### Motors d'aviació
- Rolls-Royce Merlin (1933)
- Rolls-Royce RB.211 (1969)
- Rolls-Royce Trent 700 (1990)
- Rolls-Royce BR700 (1997)
- Rolls-Royce Trent 1000 (2004)